# Oybin
Oybin är en kommun och ort i Landkreis Görlitz i förbundslandet Sachsen i Tyskland. Kommunen har cirka 1 300 invånare.
Kommunen ingår i förvaltningsområdet Olbersdorf tillsammans med kommunerna Bertsdorf-Hörnitz, Jonsdorf och Olbersdorf.